# 감돌고기
감돌고기(학명: Pseudopungtungia nigra 프세우도풍퉁기아 니그라[*])는 잉어과 감돌고기속에 속하는 민물고기이자 감돌고기속의 모식종이다. 돌고기와 매우 흡사하게 생겼지만 서로 다른 속에 속하며, 가는돌고기와 더 가깝다. 이름인 감돌고기는 가물치와 마찬가지로 '검다'는 의미의 순 한국어 고어 형용사 '감다'와 돌고기가 합쳐진 단어이다. 이는 돌고기보다 비늘빛이 상대적으로 어두운 색을 띠기 때문이다. 수질이 양호하고 자갈이 깔려진 강바닥에서 서식하는 어종이다.
몸길이가 최대 10.6~13cm이지만 10cm 이상으로 자라는 개체는 드물며, 완전히 성숙해지려면 2년 정도 성숙기를 거쳐야 한다. 주둥이가 길고 납작하며, 입에서 꼬리지느러미까지 이어지는 굵은 흑색 줄무늬가 있으며 등지느러미와 배지느러미, 꼬리지느러미에도 각각 검은 반점이나 줄무늬가 두드러진다. 수염이 있으나 무척 짧으며 옆줄의 비늘 수는 약 40개이다. 깔따구 유충·날도래 유충과 같은 수생 곤충들을 잘 먹는다. 돌 밑에 잘 숨으며, 산란기인 4~7월에 꺽지가 알을 낳은 곳에 산란하는 습성을 가진다.
대한민국에서는 멸종위기종 1급 보호를 받으며, 환경부가 정한 보호어종으로서 무허가 채취, 포획은 금지되어 있다. 오로지 한반도에서만 볼 수 있는 희귀한 한반도 고유 어종으로, 현재 알려진 대표적인 서식지는 금강이며 그 외에도 웅천천, 만경강에 분포하는 것으로 알려져 있다.

## 어원
감돌고기라는 단어는 '감-'과 '돌고기'의 합성어로, '감-'은 검다는 뜻을 나타내는 고어 형용사이다. '돌고기'는 '돗고기'라는 말이 변한 것으로, 돼지를 뜻하는 옛말인 '돝(돗)'과 '고기'가 합성된 단어인데, 이는 감돌고기의 튀어나온 주둥이 모양이 마치 돼지의 주둥이 모양과 비슷하게 생겨서 붙은 이름이다.

## 분류
감돌고기는 잉어과 모래무지아과에는 속하나, 돌고기와는 달리 돌고기속(학명: Pungtungia)에 속하지 않고 감돌고기속(학명: Pseudopungtungia)이라는 독립적인 속에 속한다. '프세우도풍퉁기아'라는 속명은 돌고기속에 속한 물고기들과 형태가 비슷하여 '가짜 돌고기속'이라는 뜻을 담아 붙여진 이름이다. 이는 일본의 생물학자인 모리 다메조(일본어: 森為三)에 의하여 분류된 것으로, 일제강점기 중인 1935년 충청북도 영동군 횡간에서 처음 채집되었으며, 1939년 일반적인 돌고기와는 다른 형태적 특징이 기재되어 《조선어류지》에 정식으로 신종으로 보고되어, 생활사가 일부 기록되었다. 1993년 감돌고기를 돌고기와 마찬가지로 같은 속에 넣는 것이 더 합당하다는 의견도 제기되었지만 현재는 그대로 감돌고기속에 남아 있다.
다만, 분류학상 서로 다른 속에 속함에도 불구하고 돌고기와는 자연 상태에서 이따금 잡종이 생기기도 한다. 감돌고기와 돌고기와의 교잡은 웅천천에서 처음 보고되었으며, 주둥이 모양·무늬·지느러미·몸 굵기 등 많은 부분에서 감돌고기와 돌고기의 특징이 절충되어 나타난 형질을 띠고 있었으며, 절반은 돌고기와 더 비슷했고 나머지 절반은 감돌고기와 더 유사하였다. 이렇게 태어나는 개체를 일종의 변종으로 보기도 한다.

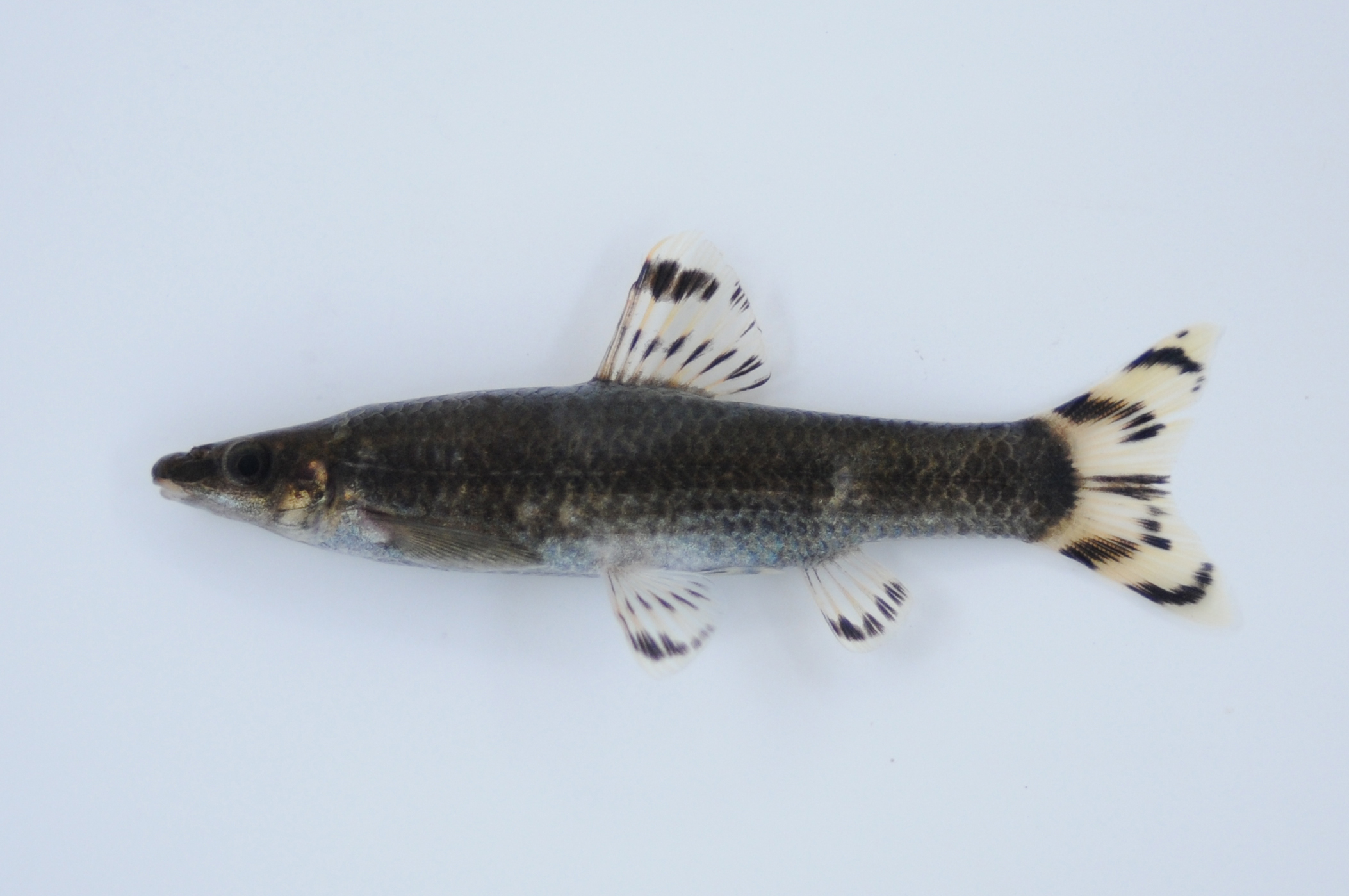
전라북도 무주군 부남면 굴암리에서 채집된 감돌고기 표본
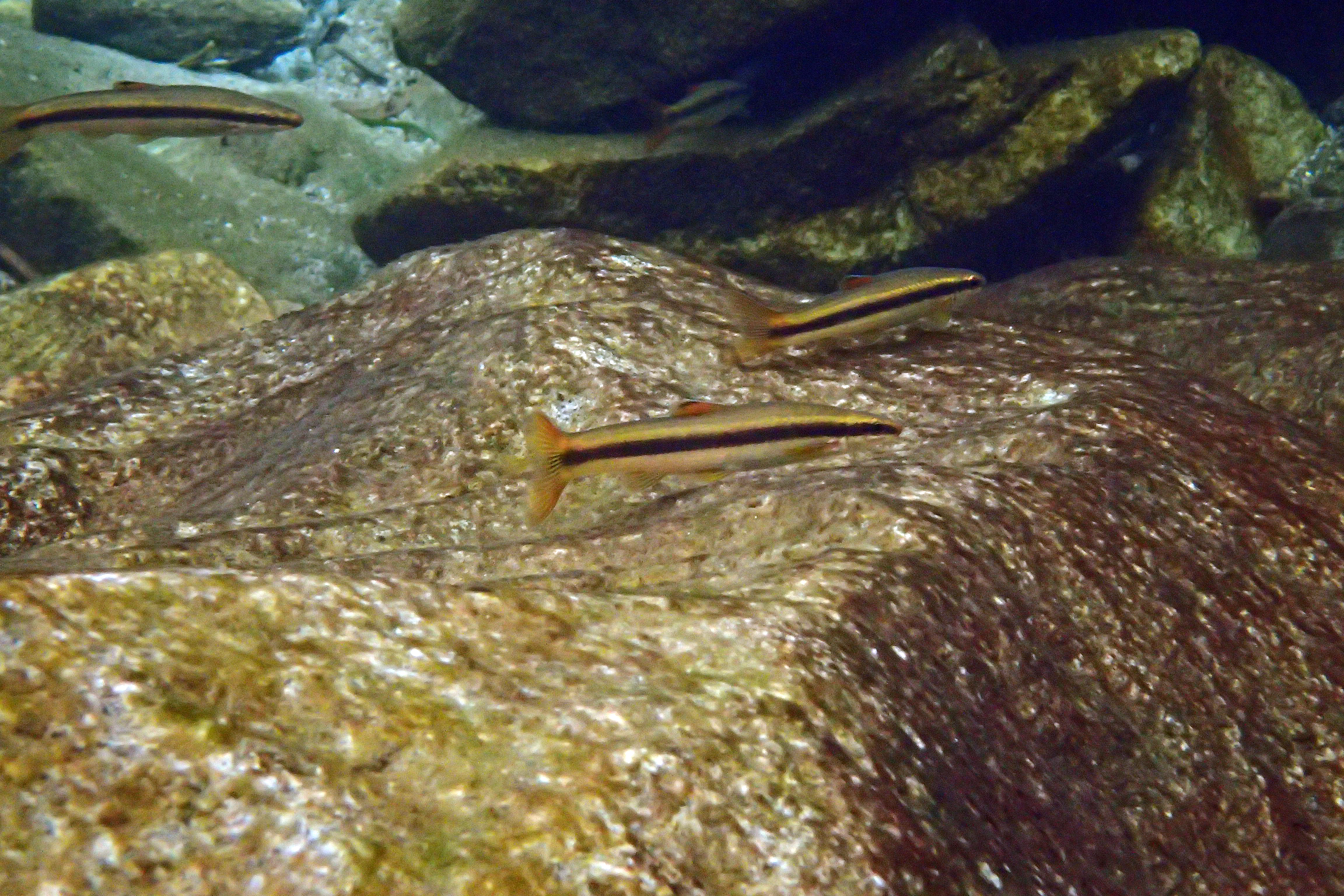
같은 속의 가는돌고기(학명: Pseudopungtungia tenuicorpus)
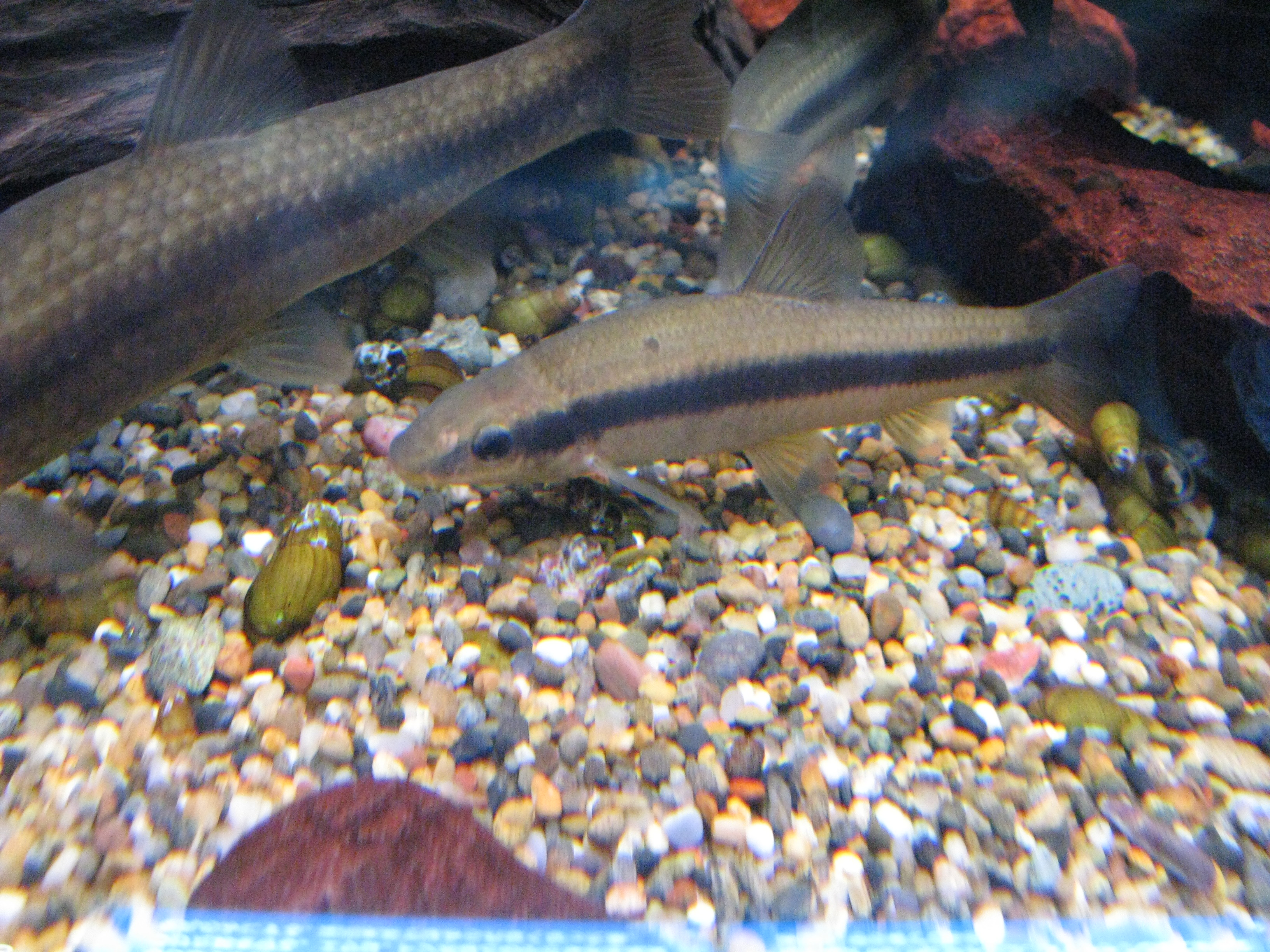
다른 속에 속하는 돌고기(학명: Pungtungia herzi)

## 외형

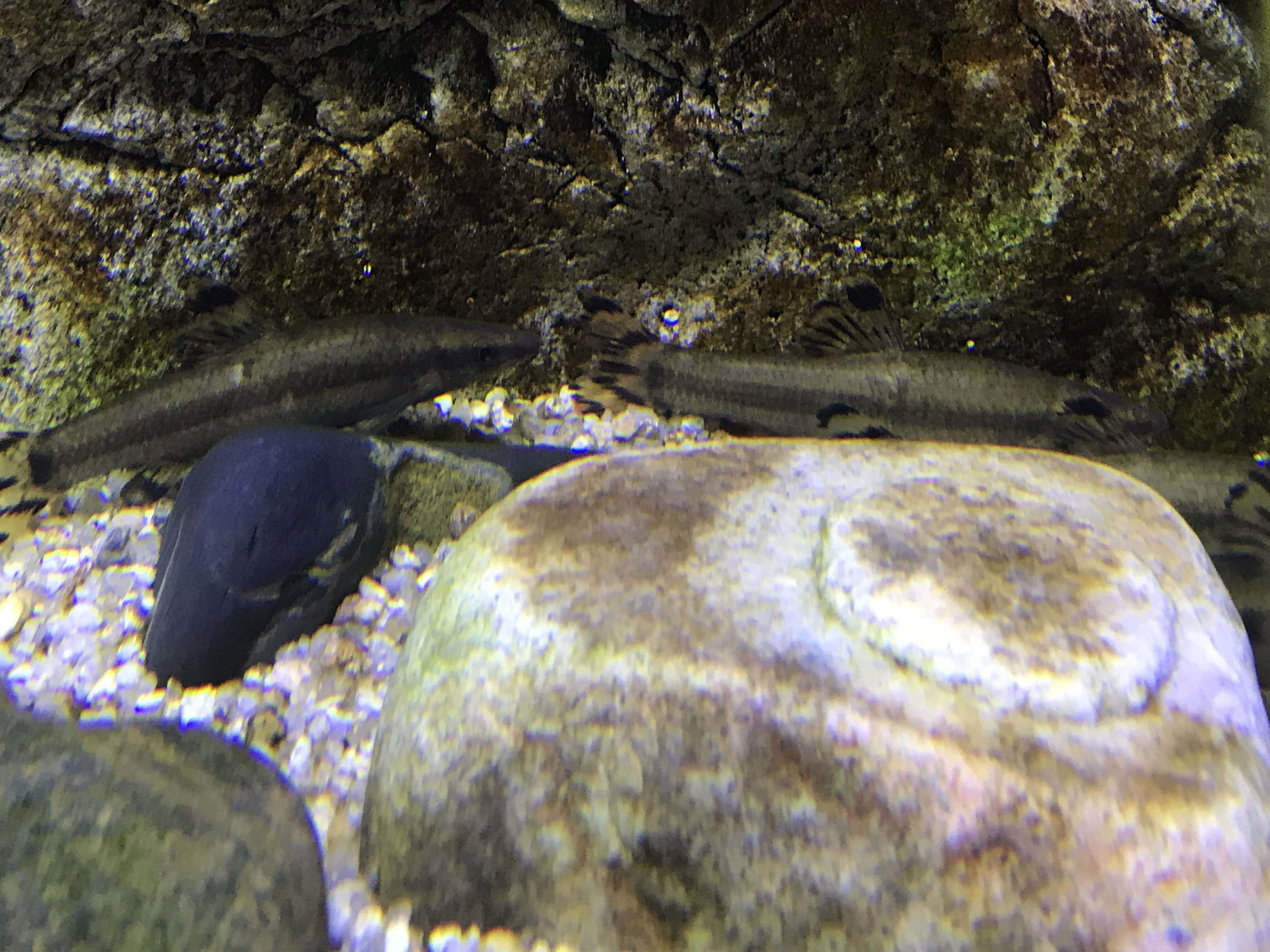
감돌고기, 단양군 다누리아쿠아리움

다 자란 감돌고기는 길게는 10.6~13cm까지 자랄 수 있다. 비늘에 덮인 매끄러운 몸은 원추형으로, 전체적으로 길쭉하지만 통통하며 꼬리 부분으로 갈수록 납작해진다. 등지느러미 살은 8개, 뒷지느러미 살은 7개 정도이다. 가장 특징적인 외형으로는 몸의 옆 표면을 가로지르는 흑갈색의 옆줄이 있다. 약간 앞으로 튀어나온 주둥이에 달린 입은 아래쪽으로 나 있으며 입수염이 1쌍 있으나 육안으로 거의 볼 수 없을 정도로 짤막하다. 몸 옆면에는 비늘자국을 따라 구름 모양의 무늬가 두드러진다. 한편 배지느러미, 등지느러미, 뒷지느러미와 꼬리지느러미에는 각각 2줄씩 괘(卦) 모양으로 된 검은색 띠가 있으며, 이것이 돌고기·가는돌고기와 감돌고기를 구분짓는 지표가 된다.
한편 둥그런 알의 크기는 평균 2.18mm 정도이고, 부화 직후의 자어(子魚)는 약 5mm 정도로 매우 작으며, 등지느러미, 뒷지느러미와 꼬리지느러미의 구조를 가지고 태어난다. 활발하지는 않지만 8~12시간 만에 헤엄치면서 움직일 수 있다. 부화 후 44일만에 몸길이 약 13mm의 치어 단계로 접어들며 옆줄 가로띠가 진해지고, 약 113일이 되면 몸길이가 평균 25mm로 자라나면서 지느러미 부분의 검은색 겹띠가 두드러지며 반투명했던 몸이 뚜렷해진다.

## 생태
2급수 이상 맑은 물에서만 서식하는 어종으로, 그 생태에 관해서는 자세히 연구된 바가 없어 많은 것이 알려지지는 않았다. 기본적으로는 무리를 지어다니는 것으로 보이며, 유속이 빠르고 폭 5-15m 내외, 수심 50-250cm 내외로 헤엄칠 충분한 공간이 확보되어 있으며 여울과 늪지대가 잘 발달한 하천 최상류를 서식지로 선호한다. 서식지 대부분의 하상(河床), 즉 하천 바닥은 자갈과 바위로 이루어져 있으며, 풍부한 암석 부착조류와 물땡땡이, 깔따구 유충, 날도래목 유충과 같은 수서곤충들이나 물벼룩 따위의 미생물들이 서식하는데, 감돌고기는 이러한 하천의 밑바닥을 유유히 돌아다니면서 위에 언급된 생물들을 먹이로 삼는 것으로 추정된다. 위장의 내용물을 조사한 결과, 실제로 깔따구과에 속한 곤충이 88%를 차지했고 그 외에 날도래목(6%)·물벼룩(3%)·쥐꼬리윤충(1%)·하루살이(1%)·먹파리(1%) 등 잡식보다는 육식에 가까운 식성을 보였다. 식성과 서식처는 돌상어·돌마자·배가사리·모래주사 등의 어종들과 겹친다. 천적은 꺽지·쏘가리와 같은 중대형 육식성 어종과 물총새·호반새·섭금류 종류이며 위협을 받으면 재빠르게 바위가 갈라진 틈 사이로 피한다.
일반적으로 산란기는 5월 초순에 시작하여 7월 중순까지 계속되는데, 체외수정을 하며 한 암컷에 여러 수컷들이 산란하는 일처다부제의 형태를 가진다. 보통 몸길이 10cm 안팎의 암컷이 1,400~1,900개까지의 알을 포란할 수 있다. 약 18~21 °C 정도의 수온이 알이 부화하기에 가장 적당한 환경으로, 치어는 부화한 지 2년만에 성숙해진다.
감돌고기의 생태사 중에서 가장 학계의 이목을 끌었던 점은 바로 감돌고기의 천적인 꺽지(학명: Coreoperca herzi)의 산란지에 알을 낳는 탁란 습성이다. 탁란의 숙주가 되는 꺽지는 바위 밑에 알을 부착시키며 알이 치어로 부화할 때까지, 혹은 그 이후까지 보호하는 습성이 있는데, 그 산란장을 숙주 삼아 탁란을 하기 위하여 감돌고기와 같은 소형 잉어과 어류들이 한꺼번에 20~50여 마리의 무리를 짓고 몰려들면 꺽지의 경계가 다소 느슨해지며, 그 틈을 타 탁란을 수 차례에 걸쳐 시도한다. 꺽지의 경계 아래에서 꺽지보다 감돌고기의 알이 약 189시간만에 먼저 부화하게 되며, 부화한 자어 감돌고기는 그 즉시 수영할 수 있게 되기 때문에 재빨리 꺽지의 산란장에서 도망쳐나와 포식당할 위험을 덜 수 있다. 결과적으로, 탁란으로 인해 종이 보존되는 효과를 얻는 것이다.

## 분포와 보존

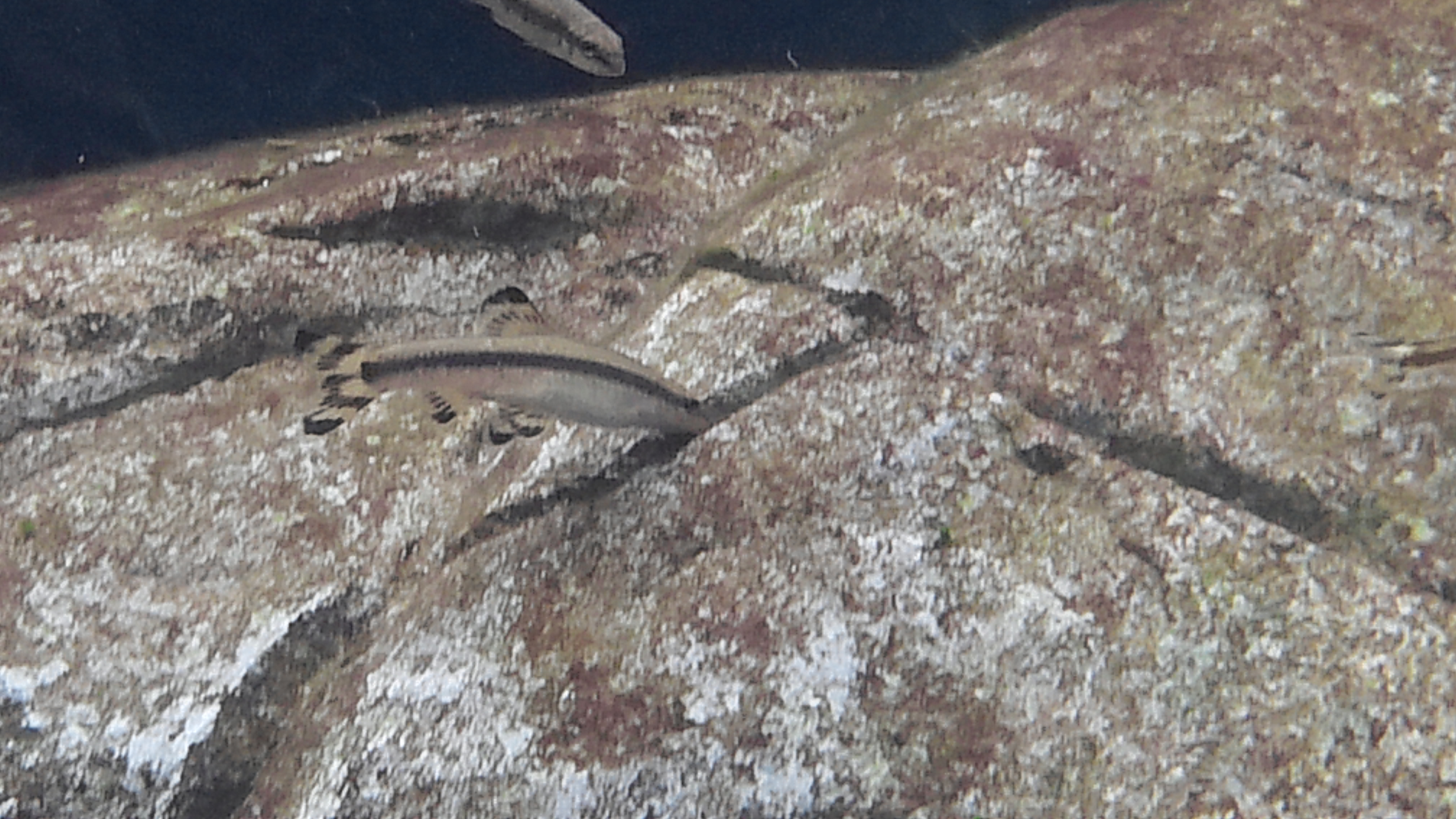
서천군 국립생태원의 감돌고기

감돌고기는 대한민국에서는 멸종위기에 처해 보호받고 있는 267종의 야생동식물 중에서도 1급 멸종위기종으로 보호받고 있으며, 대한민국 내에서 본 어종과 관련된 모든 무허가 상업적 활동이 금지된다. 현재는 서해안으로 흘러들어가는 금강·만경강·웅천천에서만 제한적으로 분포하는 어종으로 알려져 있다.
웅천천의 경우 돌고기와의 속간 자연 교잡이 보고된 이후로는 채집 기록이 전무하여 그 지역에서는 잠정적으로는 절멸한 것으로 추정되었으나 2010년 환경부에서 실시한 방류사업(재도입)을 통해 방류 개체들이 정착하여 현재도 출현하고 있다. 또한, 2018년에는 새로운 개체가 금산군 봉황천에서도 확인되었다. 한편 만경강과 그 상류 고산천의 감돌고기 집단은 금강 집단에 비해 유전 다양성과 변이율이 현저히 낮은 것으로 연구되었으며, 만경강에서 꺽지 및 감돌고기의 그 모습을 찾아보기 어려워진 것의 원인으로 판단되기도 한다. 금강의 지천 중에서는 탁란 현상이 가장 먼저 관찰된 곳인 진안군 주천면 주양리의 주자천과 주양천이 주 서식지로 꼽힌다. 현지에서는 거먹딩미리, 거먹중고기, 꺼먹똥고기, 줄멍텅이, 도꼬마지, 충칭이, 줄피리 등의 사투리로 일컬어진다.
식용으로서의 가치가 미미한 감돌고기가 점점 자취를 감추는 데 주요한 원인은 수질 오염과 하상(河床)의 골재 채취, 댐의 잦은 건설 등이 있다. 현재 감돌고기는 한반도의 주요 생태 자원으로 인식되고 있는 어종으로, 국립생태원과 단양 다누리아쿠아리움 등에서 몇몇 개체들을 보존하여 사육, 관상용으로 전시하고 있으며 환경부에서는 유전적 다양성이 풍부한 금강 주양천의 감돌고기들을 위주로 하여 인공 증식 및 복원 연구가 진행되는 중이다.